# Gastrotheca riobambae
La granota marsupial andina (Gastrotheca riobambae) és una espècie de granota de la família Amphignathodontidae. És endèmica de l'Equador.
El seu hàbitat natural inclou montans tropicals o subtropicals secs, zones d'arbustos a gran altitud, prades tropicals o subtropicals a gran altitud, rius, aiguamolls d'aigua dolça, corrents intermitents d'aigua dolça, terra arable, jardins rurals, àrees urbanes, zones prèviament boscoses ara molt degradades, estanys i canals i dics.
Està amenaçada d'extinció per la pèrdua del seu hàbitat natural.